# 班渓駅

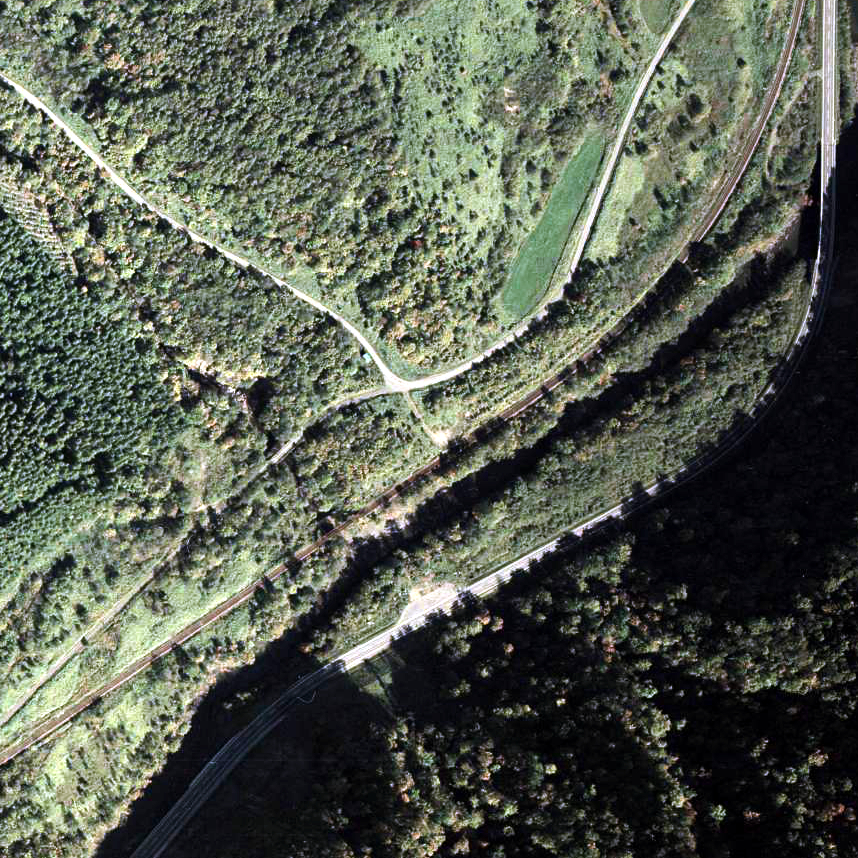
1978年の班渓仮乗降場と周囲約500m範囲。右上が紋別方面。線路と国道239号天北線との間を興部川が流れ、左上から流れてくる班渓川が合流している。この班渓川沿いに、開拓者の小さな集落があった。中央の村道の十字路から、駅前の踏み固められた空き地へ小さな小道が続いている。空き地前から中興部側へ少しずれた位置に不明瞭ながらホームが見える。ホームへの昇降階段は紋別側にあった。近くに待合室は見当たらない。班渓川沿いの集落は、今はほとんど離村してしまった。

班渓駅（ぱんけえき）は、北海道（網走支庁）紋別郡興部町字宇津にかつて設置されていた、北海道旅客鉄道（JR北海道）名寄本線の駅（廃駅）である。名寄本線の廃線（廃止）に伴い、1989年（平成元年）5月1日に廃駅となった。
一部の普通列車は通過した（1989年（平成元年）4月30日時点（廃止時の時刻表）で、下り4本上り4本（快速運転列車ほか））。

## 歴史
1948年（昭和23年）から戦後開拓者がパンケ川（パンケ沢・班渓川とも）上流に入植していたが、電気もない生活の上、1953年（昭和28年）の冷害によって離農が始まった。1954年（昭和29年）の洞爺丸台風による風倒木搬出のため、一時期はパンケ川上流にも林業関係者が多く出入りしていたが、それも1965年（昭和40年）頃で終わり、この地は酪農に切り替えた僅かな農家を残してほとんど無人地帯となった。
- 1957年（昭和32年）12月3日 - 日本国有鉄道（国鉄）名寄本線の班渓仮乗降場（局設定）として開業[1]。
- 1987年（昭和62年）
  - 4月1日 - 国鉄分割民営化により、JR北海道に継承[1]。同時に臨時駅に昇格[1][4]。班渓駅となる[1]。
  - 12月1日 - 常設駅化[4]。
- 1989年（平成元年）5月1日 - 名寄本線の全線廃止に伴い、廃駅となる[1]。

### 駅名の由来
当地に流れる興部川支流、パンケ（班渓）川の名称より。「パンケ（panke）」はアイヌ語で「下流の～」を示す接頭語であり、河川名では「上流の～」を表す「ペンケ（penke）」と通常対になる2本の川が本流から分岐するが、少し上流の西興部村に入った地点にペンケ川が流れている。
明治時代の旧図にパンケ川・ペンケ川はそれぞれ「パンケオクッタロマナイ」「ペンケオクッタロマナイ」と記載されており、現名はこれが下略されたものと考えられる。
後半部の原義についてはアイヌ語の「オクッタㇽオマナイ（o-kuttar-oma-nay）」（川尻に・イタドリ・ある・川）が連音化したものであると考えられている。

## 駅構造
廃止時点で、1面1線の単式ホームを有する地上駅であった。
仮乗降場に出自を持つ無人駅となっていた。

## 駅周辺
- 国道239号（天北国道）[6]
- 興部川[6]
- 班渓川[6]
- 名士バス「班渓入口」停留所

## 駅跡
2011年（平成23年）時点では、当駅の遺構は何も残されていない。駅跡附近は、草木で埋め尽くされている。
また、2011年（平成23年）時点では当駅跡の名寄方に、興部川支流の班渓川に架かっていた「班渓川橋梁」の鉄骨ガーダー橋が残存しており、国道の左側に確認できた。

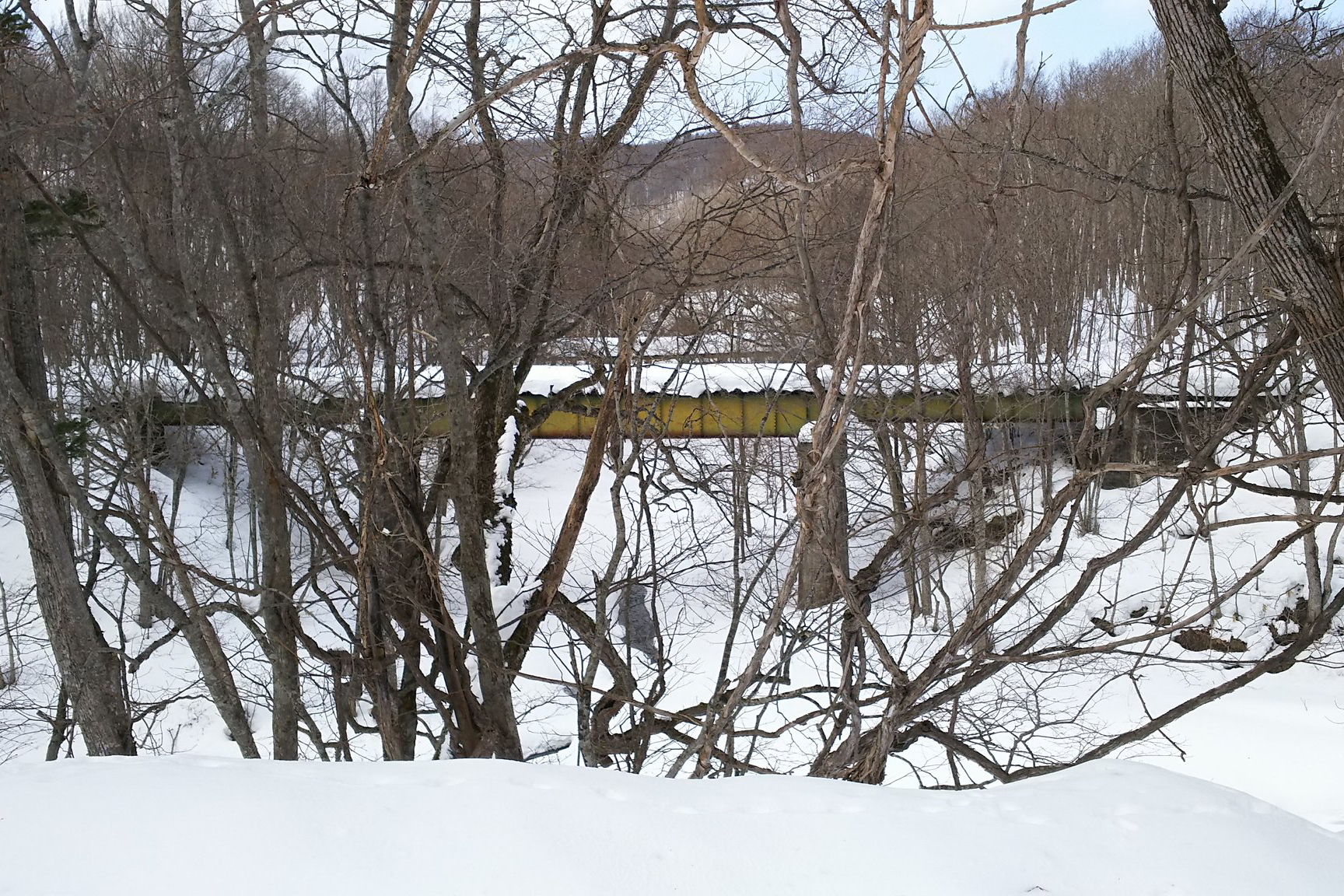
班渓駅跡から名寄方に残っている班渓川橋梁（2021年2月28日）

## 隣の駅
北海道旅客鉄道
名寄本線
中興部駅 - 班渓駅 - 宇津駅